# Campionati del mondo di mezza maratona 1992
I Campionati del mondo di mezza maratona 1992 (1ª edizione) si sono svolti i giorni 19 e 20 settembre a Newcastle upon Tyne, nel Regno Unito. Vi hanno preso parte 204 atleti (di cui 97 uomini, 83 donne e 24 juniores) in rappresentanza di 36 nazioni.

## Gara seniores maschile

### Individuale
| Posizione | Atleta            | Nazionalità | Tempo    |
| --------- | ----------------- | ----------- | -------- |
| Oro       | Benson Masya      | Kenya       | 1h00'24" |
| Argento   | Antonio Silio     | Argentina   | 1h00'40" |
| Bronzo    | Boay Akonay       | Tanzania    | 1h00'45" |
| 4º        | Lameck Aguta      | Kenya       | 1h00'55" |
| 5º        | Joseph Keino      | Kenya       | 1h01'06" |
| 6º        | Dave Lewis        | Regno Unito | 1h01'17" |
| 7º        | Artur Castro      | Brasile     | 1h01'18" |
| 8º        | Alejandro Gómez   | Spagna      | 1h01'20" |
| 9º        | Cosmas Ndeti      | Kenya       | 1h01'34" |
| 10º       | Paul Evans        | Regno Unito | 1h01'38" |
| 11º       | Xolile Yawa       | Sudafrica   | 1h01'48" |
| 12º       | Antoni Peña       | Spagna      | 1h01'48" |
| 13º       | Koichi Fujita     | Giappone    | 1h01'53" |
| 14º       | Francesco Panetta | Italia      | 1h01'55" |
| 15º       | Malcolm Norwood   | Australia   | 1h01'56" |

### A squadre
| Posizione | Squadra     | Atleti                                          | Tempo    |
| --------- | ----------- | ----------------------------------------------- | -------- |
| Oro       | Kenya       | Benson Masya Lameck Aguta Joseph Keino          | 3h02'25" |
| Argento   | Regno Unito | Dave Lewis Paul Evans Carl Thackery             | 3h04'54" |
| Bronzo    | Brasile     | Artur Castro Ronaldo da Costa Delmir dos Santos | 3h05'56" |

## Gara seniores femminile

### Individuale
| Posizione | Atleta            | Nazionalità                         | Tempo    |
| --------- | ----------------- | ----------------------------------- | -------- |
| Oro       | Liz McColgan      | Regno Unito                         | 1h08'53" |
| Argento   | Megumi Fujiwara   | Giappone                            | 1h09'21" |
| Bronzo    | Rosanna Munerotto | Italia                              | 1h09'38" |
| 4ª        | Anuţa Cătună      | Romania                             | 1h10'25" |
| 5ª        | Miyoko Asahina    | Giappone                            | 1h10'27" |
| 6ª        | Fatuma Roba       | Governo di transizione dell'Etiopia | 1h10'28" |
| 7ª        | Eriko Asai        | Giappone                            | 1h10'51" |
| 8ª        | Birgit Jerschabek | Germania                            | 1h10'53" |
| 9ª        | Nadezhda Ilyina   | Squadra Unificata                   | 1h10'58" |
| 10ª       | Iulia Negura      | Romania                             | 1h10'59" |
| 11ª       | Akari Takemoto    | Giappone                            | 1h11'01" |
| 12ª       | Andrea Wallace    | Regno Unito                         | 1h11'21" |
| 13ª       | Päivi Tikkanen    | Finlandia                           | 1h11'22" |
| 14ª       | Gordon Bloch      | Stati Uniti                         | 1h11'34" |
| 15ª       | Joy Smith         | Stati Uniti                         | 1h11'43" |

### A squadre
| Posizione | Squadra     | Atleti                                    | Tempo    |
| --------- | ----------- | ----------------------------------------- | -------- |
| Oro       | Giappone    | Megumi Fujiwara Miyoko Asahina Eriko Asai | 3h30'29" |
| Argento   | Regno Unito | Liz McColgan Andrea Wallace Suzanne Rigg  | 3h33'05" |
| Bronzo    | Romania     | Anuţa Cătună Iulia Negura Aurica Buia     | 3h33'27" |

## Gara juniores maschile

### Individuale
| Posizione | Atleta               | Nazionalità                         | Tempo    |
| --------- | -------------------- | ----------------------------------- | -------- |
| Oro       | Kassa Tadesse        | Governo di transizione dell'Etiopia | 1h04'51" |
| Argento   | Meck Mothuli         | Sudafrica                           | 1h05'01" |
| Bronzo    | Francesco Ingargiola | Italia                              | 1h05'18" |
| 4º        | Salvatore Orgiana    | Italia                              | 1h05'40" |
| 5º        | Zeryihun Bekele      | Governo di transizione dell'Etiopia | 1h06'26" |
| 6º        | Isaac Radebe         | Sudafrica                           | 1h06'36" |
| 7º        | Ottaviano Andriani   | Italia                              | 1h06'41" |
| 8º        | Matteo Palumbo       | Italia                              | 1h07'12" |
| 9º        | Tesfaye Eticha       | Governo di transizione dell'Etiopia | 1h07'39" |
| 10º       | Henno Haava          | Estonia                             | 1h07'44" |
| 11º       | Enoch Skosana        | Sudafrica                           | 1h08'27" |
| 12º       | Marcel Matanin       | Cecoslovacchia                      | 1h09'04" |
| 13º       | Rain Miljan          | Estonia                             | 1h09'11" |
| 14º       | Dirk Berger          | Germania                            | 1h09'18" |
| 15º       | Péter Werner         | Ungheria                            | 1h09'48" |

### A squadre
| Posizione | Squadra                             | Atleti                                                    | Tempo |
| --------- | ----------------------------------- | --------------------------------------------------------- | ----- |
| Oro       | Italia                              | Francesco Ingargiola Salvatore Orgiana Ottaviano Andriani | -     |
| Argento   | Governo di transizione dell'Etiopia | Kassa Tadesse Zeryihun Bekele Tesfaye Eticha              | -     |
| Bronzo    | Sudafrica                           | Meck Mothuli Isaac Radebe Enoch Skosana                   | -     |

## Medagliere
| Posizione | Paese                               | Oro | Argento | Bronzo | Totale |
| --------- | ----------------------------------- | --- | ------- | ------ | ------ |
| 1         | Kenya                               | 2   | 0       | 0      | 2      |
| 2         | Regno Unito                         | 1   | 2       | 0      | 3      |
| 3         | Governo di transizione dell'Etiopia | 1   | 1       | 0      | 2      |
| 3         | Giappone                            | 1   | 1       | 0      | 2      |
| 5         | Italia                              | 1   | 0       | 2      | 3      |
| 6         | Sudafrica                           | 0   | 1       | 1      | 2      |
| 7         | Argentina                           | 0   | 1       | 0      | 1      |
| 8         | Brasile                             | 0   | 0       | 1      | 1      |
| 8         | Romania                             | 0   | 0       | 1      | 1      |
| 8         | Tanzania                            | 0   | 0       | 1      | 1      |
| Totale    | Totale                              | 6   | 6       | 6      | 18     |